# 비토리아 FC (브라질)
비토리아 푸테볼 클루비(Vitória Futebol Clube, 약칭 Vitória)는 브라질 이스피리투산투주 비토리아를 연고를 둔 축구 클럽이다. 이 팀은 1912년에 창설되었으며, 현재 이스피리투산투 주 리그 (Campeonato Capixaba) 에 소속되어 있다. 홈 경기장은 1962년 건설된 살바도르 베난시오 다 코스타(Estadio Salvador Venâncio da Costa)이다.
1979년 제9회 대통령배 국제축구대회에 출전하여 우승을 차지한 바 있다.